# Tanki Manang
Tanki Manang (en népalais : टंकीमनाङ) est un comité de développement villageois du Népal situé dans le district de Manang. Au recensement de 2011, il comptait 377 habitants.